# 女たちの場所
『女たちの場所』（おんなたちのばしょ）は、1986年1月3日（金曜日）にフジテレビ系列で放送されたテレビドラマである。全1話。放送時間は21:04 - 23:52（JST）。

## キャスト
- 百瀬佐和子：八千草薫
- 石島由紀：長山藍子
- 中町かのえ：樹木希林
- 百瀬順子：名取裕子
- 村野悦子：檀ふみ
- 小野寺昭
- 三田村邦彦
- 細川俊之
- 斉藤こず恵
- 岩本多代
- 三木弘子
- 正司花江
- 市毛良枝
- 橋爪功
- 清水章吾
- 宮崎美子
- 二谷友里恵
- 小林朝夫
- 久富惟晴
- 金沢碧
- 渋谷伸弘
- 宮内順子
- 吉田悟
- テリー・オブライエン
- 石丸謙二郎
- 上條恒彦
- 溝口貴子
- 矢沢道代：乙羽信子

## スタッフ
- 企画：レ・サンク
- プロデューサー：中村和記、大野木直之
- 演出：大野木直之
- 音楽：甲斐正人
- 撮影：竹越由幸
- 照明：高濱潤作
- 音響効果：伊藤元明
- 美術：松下朗
- 編集：小泉義明
- 脚本：小山内美江子
- 技術：佐藤正直
- 音声：津田晴夫
- 記録：長尾恵美子
- 映像：青木一夫
- VE：野中正男
- 制作著作・フジテレビ